# Pinus uncinata

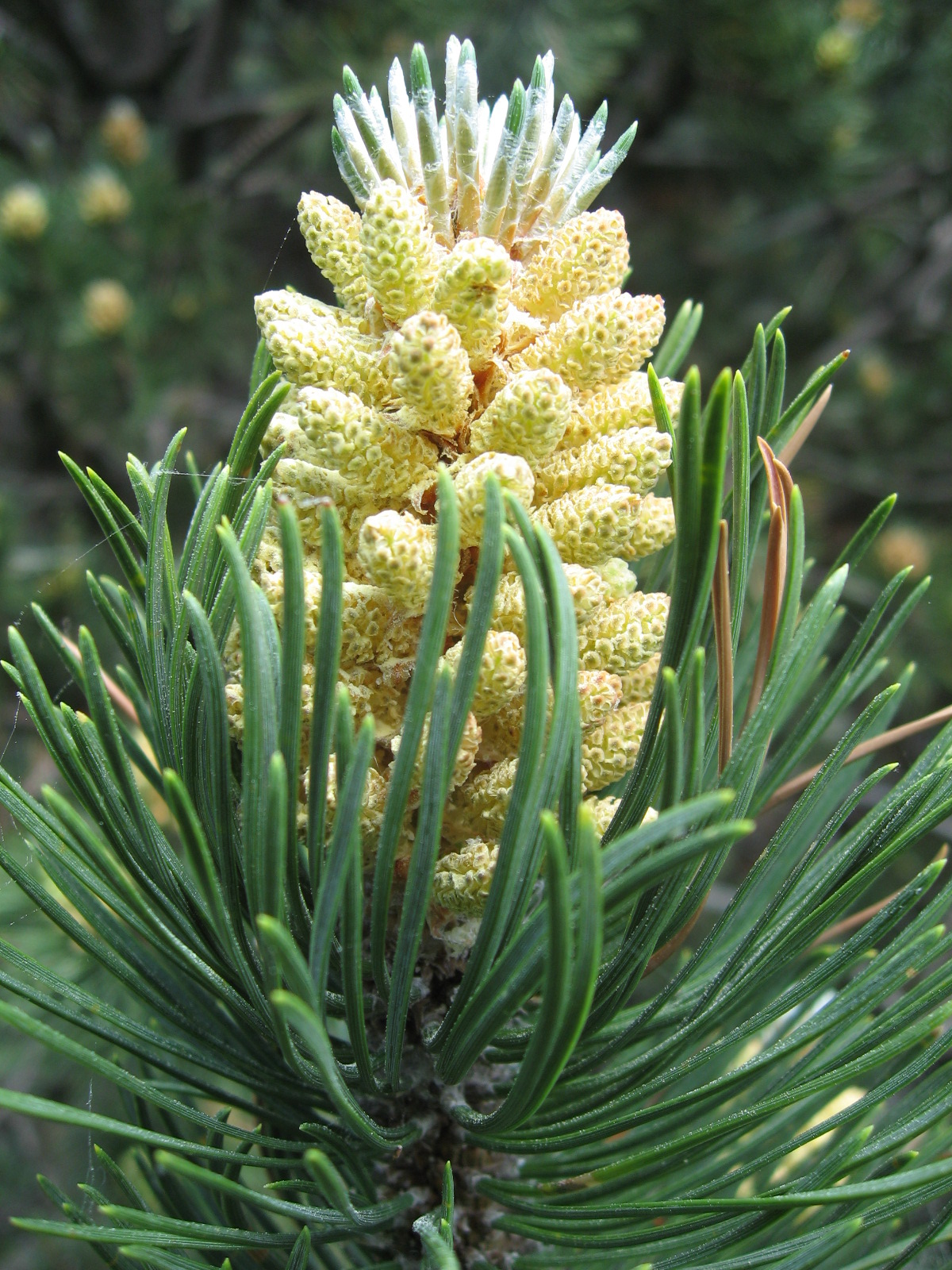
Cono masculino inmaduro

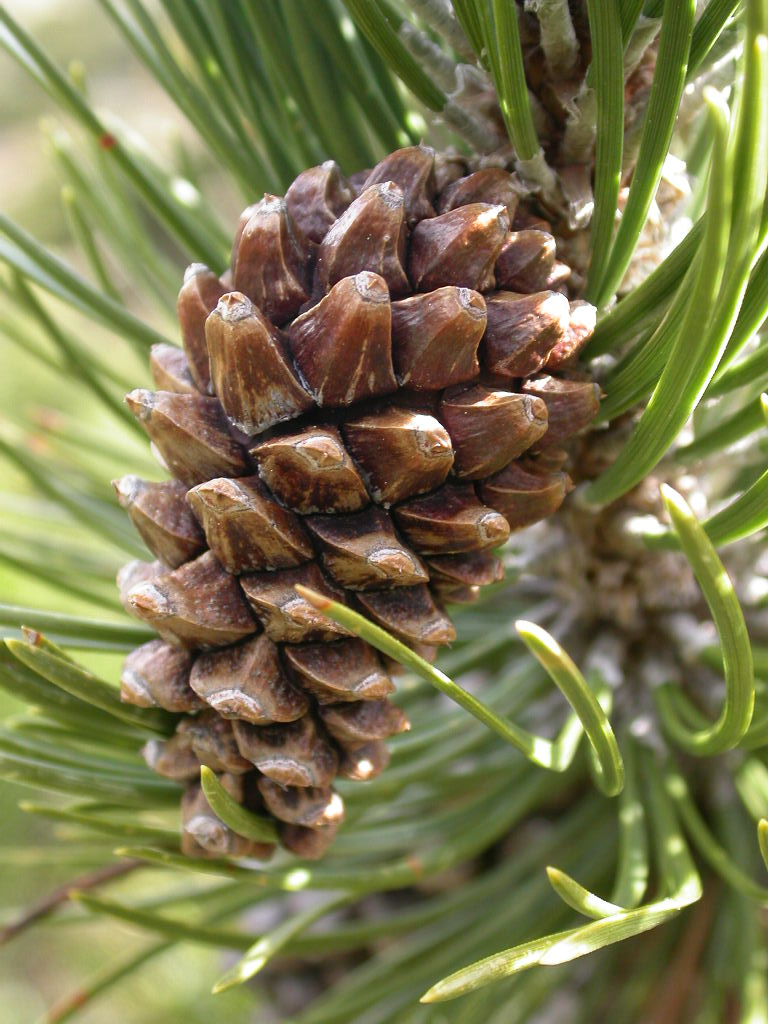
Cono femenino

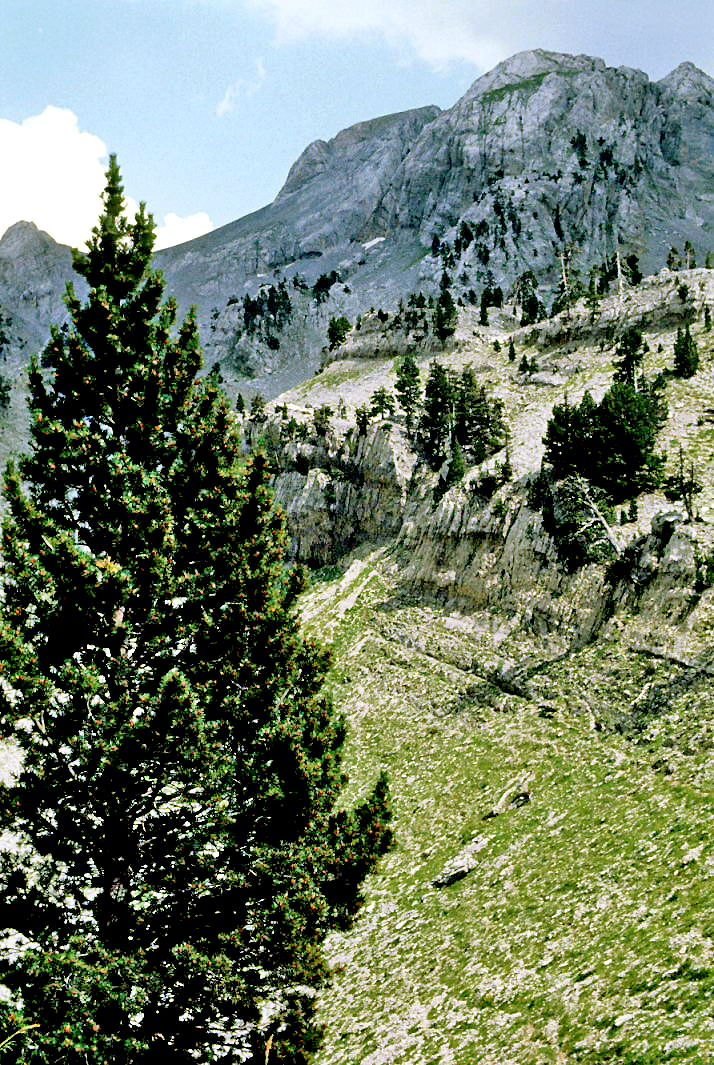
Ejemplar de Pinus uncinata en Ansó (Pirineos, España).

Pinus uncinata, de nombre común pino negro, es un árbol perteneciente a la familia de las pináceas. Es característico de las principales regiones de alta montaña de Europa como los Alpes, los Cárpatos o los Pirineos.
Es reconocido como una sola especie por algunos autores, sin embargo, otros diferencian entre dos subespecies, que son: Pinus mugo subsp. uncinata en Europa Occidental y Pinus mugo subsp. rotundata en Europa Oriental.

## Descripción
Es un árbol poco elevado que raramente supera los 20 m de altura, con copa generalmente cónica o piramidal y follaje muy denso y oscuro. Tronco recto, columnar, salvo en situaciones muy expuestas o ventisqueros, en que se arquea por el peso de la nieve, ramificado casi desde la base, con corteza gris oscura o pardo-grisácea. Hojas aciculares, color verde-oscuro, de 3 a 8 cm de largo por 1,5 a 2 mm de grosor, con borde áspero, en disposición muy densa sobre las ramas y agrupadas por parejas; se mantienen de 2 a 5 años y son algo rígidas pero poco punzantes. Piñas casi sentadas, aovadas o aovado-cónicas, asimétricas, de color pardo algo lustroso, con escamas provistas de un escudete, recurvado hacia atrás, ganchudo, miden de 5 a 7 cm por 2 o 3 de ancho. Piñones de color pardo-grisáceo o negruzcos de 4 a 5 mm, largamente alados (con ala de hasta 1,6 cm).

Es una especie monoica.

La floración se produce de mayo a julio y sus piñas maduran de finales de septiembre a octubre. Entre 15 a 17 meses después se abren, o durante la primavera siguiente.

## Distribución y hábitat
Se distribuye de forma natural en la zona occidental de los Alpes, los Vosgos, Macizo Central francés y los Pirineos, teniendo como límite meridional en España la Sierra de Gúdar (Teruel) y Sierra Cebollera (Soria y La Rioja). Sus mejores masas se encuentran en los Pirineos. Se ha usado ocasionalmente para repoblaciones forestales en el Sistema Central, en el Moncayo y en otras zonas. En fechas históricas se ha extinguido en la Cordillera Cantábrica como demuestran la persistencia de individuos de pino silvestre autóctonos híbridados con esta especie en el Pinar de Lillo, al que se denomina Pinus x rhaetica. Este híbrido se caracteriza por poseer apófisis ganchuda. 
Especie autóctona de todo el norte de España, en la cordillera Cantábrica ocuparía principalmente fajas superiores de la montaña y hábitats adversos para otras coníferas autóctonas, como turberas, trampales, zonas muy nivosas como nichos de nivación y formas perinivales y otros medios adversos. Se emplea en diversas repoblaciones forestales de la Cordillera como en Pardomino o Puerto de San Glorio, con excelentes resultados, tanto para recuperar la cubierta vegetal como para restaurar la biodiversidad. Su desaparición en Cantabria, Asturias y León, al igual que la del pino silvestre en la Cordillera, está enlazada con la expansión de la cultura megalítica en todos los pastos altos de la cordillera Cantábrica, como demuestran los múltiples dólmenes, menhires y megalitos del Alto Campoo, Liebana o Montaña Leonesa.

En las montañas elevadas, principalmente entre los 1600 y 2400 m s. n. m., aunque sube en ejemplares aislados hasta los 2700 y puede descender hasta los 1400 m s. n. m. Es el árbol que alcanza mayor altitud en la península ibérica, colonizando todo tipo de terrenos y substratos, incluso los canchales y grietas de la rocas; soporta muy bien fríos intensos y prolongados y requiere un suelo algo húmedo, no aguantando las sequías estivales.
Se mezcla en su nivel inferior con el pino albar y con abetos y hayas; sobre suelos ácidos convive frecuentemente con arándanos (Vaccinium myrtillus, Vaccinium uliginosum) y rododendros (Rhododendron ferrugineum) y sobre suelos calcáreos con sauce pirenaico (Salix pyrenaica) y otros arbustos del piso subalpino.

## Observaciones
Algunos botánicos consideran al pino negro como una subespecie de Pinus mugo. Entonces, si se sigue ese criterio, debería denominarse Pinus mugo subsp. uncinata y así es como aparece el pino negro en algunas publicaciones. No obstante el Pinus mugo es una especie rastrera mientras que Pinus uncinata es un árbol.
Su nombre específico deriva del adjetivo latino uncinatus, que significa "ganchudo" y alude a la uña revuelta que presentan las escamas de sus piñas. Es un pino de crecimiento lento y larga vida, puede superar los 600 años. Su madera es compacta, de grano fino, ligera y fácil de trabajar, resinosa de calidad muchas veces superior a la del pino albar, pero menos empleada por su escasez.
Por sus exigencias ecológicas, es insustituible para repoblar en el piso subalpino, donde desempeña de forma natural un importante papel protector del suelo e incluso colonizador.

## Taxonomía
Pinus uncinata fue descrito por Ramond ex A.DC. y publicado en Flore Française. Troisième Édition 3: 726. 1805.
Etimología
Pinus: nombre genérico dado en latín al pino.
uncinata: epíteto latino que significa "enganchado" o ganchudo.
Sinonimia
- Pinus sanguinea Lapeyr.[7]

## Nombre común
- pino negro, pino negro de montaña, pino uncinado, pino uncinata, pineda loca, pino de ganchos, pino de montaña, pino moro, pino moruno, pino mugo, pí negre.[7]